# 雲梯

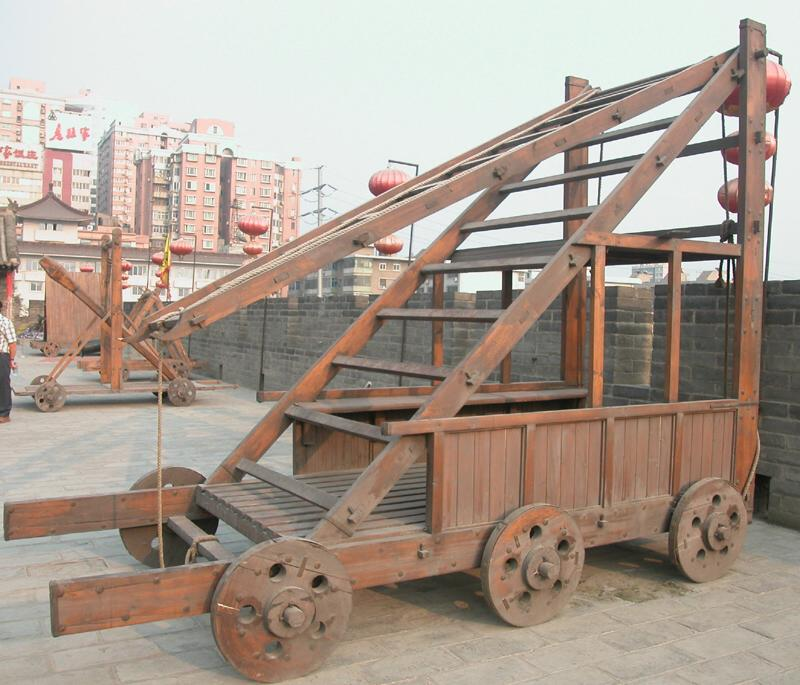
古代中国の攻城兵器、雲梯の実物大模型（西安市）

雲梯（うんてい）とは、長いはしごのこと。ここでは、攻城兵器としての雲梯と、遊具としての雲梯とについて述べる。

## 攻城兵器
城壁を乗り越えるために台車の上に折りたたみ式のはしごを搭載し、これを城壁にとりつけて兵士を突入させた。『戦国策』『墨子』においては公輸盤（公輸班、魯班とも）が開発したと記されている。内容は、梯子改良型の城攻め新兵器を作り、宋を攻めようとしたが、墨子が公輸盤の元に来て、戦争を論じ合い、模型を使って、楚王の前で勝負をし、公輸盤は雲梯を使って9度攻めたが、墨子の守りは固く、攻め落とせなかった。これを見た王は宋を侵略しないと約束した。

## 遊具
金属パイプ製のはしごを横方向にほぼ水平に設置しぶら下がりながら手を伸ばして移動する遊具。ギネスブック認定世界最長の雲梯は兵庫県神戸市のサンシャインワーフ神戸に設置されているもので、全長149.992m。
長野県木曽郡木祖村のやぶはら高原こだまの森にある全長100mの「スカイウォーカー」は1989年の設営当時は世界最長だった。ここでは遊戯者が何m連続で進めたかの記録認定を行っており、2021年に800mの日本記録が誕生している。

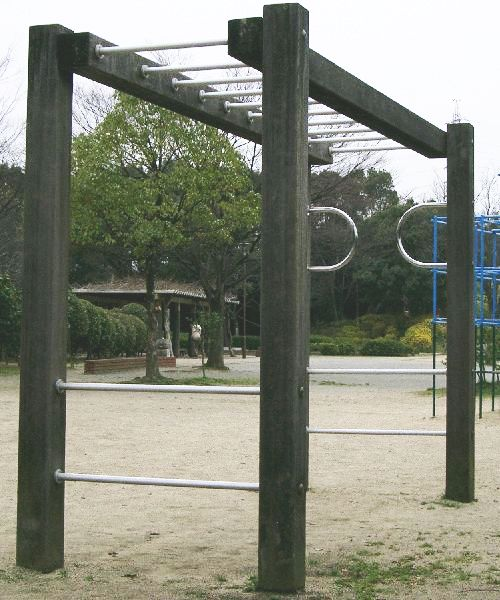
雲梯 (遊具)1
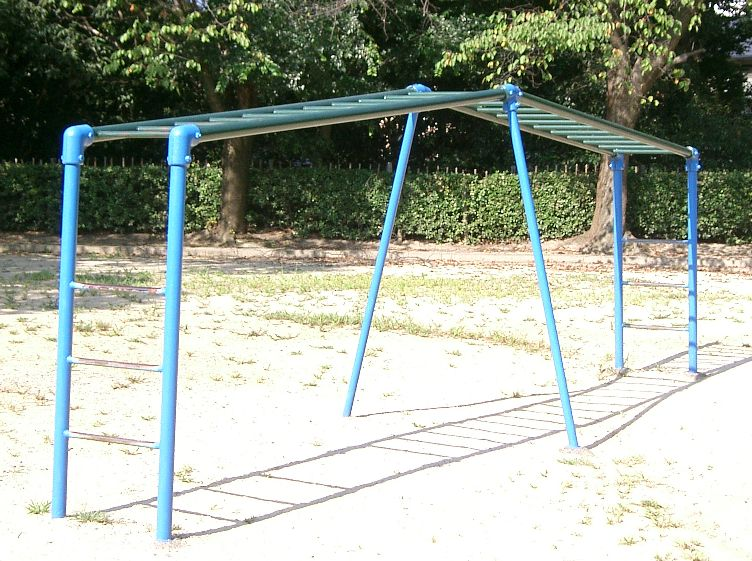
雲梯 (遊具)2
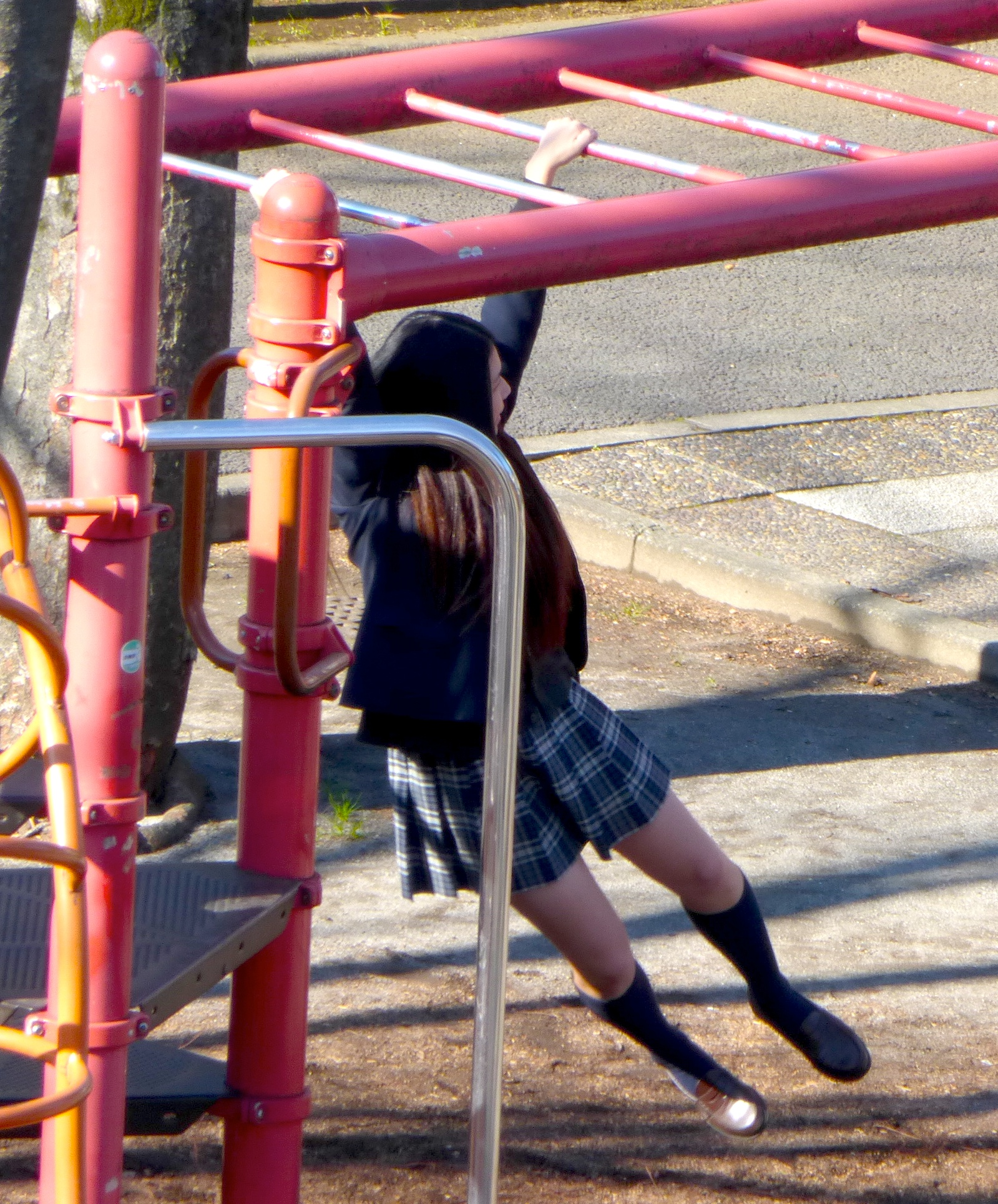
雲梯 (遊具)3

### 太鼓はしご
- 全体が水平ではなくアーチ状になっているものは「太鼓はしご」と呼ばれる[3]。

### 安全性の問題
- 窒息や転落による死亡事故事例・裁判例[4]もあり、設置・管理においてはこれらの事故への対策が必要とされる[5]。

2017年4月、香川県の保育所にて3才女児がうんていの支柱とはしご（高さ約1m）との間にできたＶ字部分に首を挟まれた状態で見つかり救急搬送、翌年1月に死亡。